# Área Protegida Comunitaria Marcos Pérez de Castilla
El Área Protegida Comunitaria Marcos Pérez de Castilla, es un área protegida localizada al suroriente del Ecuador, ubicada en las provincias de Azuay y Zamora Chinchipe, en la parroquia San Felipe de Oña, cantón Oña, y en las parroquias 28 de Mayo y Tutupali, cantón Yacuambi. Marcos Pérez de Castilla conserva ecosistemas de páramo, bosque nativo, vegetación arbustiva y cuerpos de agua. La zona forma parte del bosque y vegetación protectora "Subcuenca Alta del Río León y Microcuencas de los Ríos San Felipe de Oña y Shincata " y representa el 16,6 % de su superficie total. El área alberga especies silvestres especialmente de fauna endémica y amenazada; entre las especies registradas en el área protegida comunitaria consta el cutín tiktik (Pristimantis tiktik), una pequeña rana que se distribuye en la vegetación herbácea de páramo, se encuentra catalogada como En Peligro dentro de la Lista Roja de la UICN. Además dentro de la zona se han identificado 46 especies de plantas 83 especies de aves, 9 especies de mamíferos, habitan especies que se encuentran al borde de la extinción como el caso del tapir andino (Tapirus pinchaque), categorizado como en Peligro Crítico. El área protegida es administrada por la comuna que le da el nombre, esta ára forma parte del subsistema comunitario dentro del Sistema Nacional de Áreas Protegidas (SNAP). La creación del área se realizó con la asesoría técnica de la Corporación Naturaleza & Cultura Internacional. Marcos Pérez de Castilla es considerado como área núcleo del Corredor Biológico de los Parques Nacionales Sangay y Podocarpus (Corredor de conectividad Sangay- Podocarpus).